# Kraftwerk St. Georgen ob Murau
Das Kraftwerk St. Georgen ist ein Laufkraftwerk an der Mur in St. Georgen ob Murau, Gemeinde Sankt Georgen am Kreischberg, in der Steiermark. Betrieben wird es von der Verbund AG.

## Lage
Das Kraftwerk liegt an der oberen Mur, etwas oberhalb von Murau (Flusskilometer 385,9). Es gehört zu den Katastralgemeinden Lutzmannsdorf und St. Lorenzen. Direkt beim Kraftwerk befindet sich der Ferienpark Kreischberg.
Der Stauraum reicht knapp 2 Kilometer aufwärts bis Bodendorf, und schließt weitgehend direkt an das dortige Kraftwerk an.

## Geschichte
Die Kraftwerksanlage wurden zwischen 1983 und 1985 durch die Steirische Wasserkraft- und Elektrizitäts-AG (STEWEAG) erbaut.  Das Kraftwerk ging September 1985 in Betrieb.
Ursprünglich war ein dreistufiger Ausbau zwischen Stadl und Murau geplant, umgesetzt wurden aber nur Bodendorf und St. Georgen.
2002 stieg die Energie Steiermark (ESTAG), die 1996 geschaffene Energie-Dachgesellschaft des Landes, aus der direkten Stromproduktion aus, und das Kraftwerk wurde gegen Holdingsbeteiligungen an die Verbund Hydro Power, die Wasserkraft-Tochter der österreichweiten Verbund AG, übergeben.
Für den 2. Nationalen Gewässerbewirtschaftungsplan (NPG) 2015, der die EU-Wasserrahmenrichtlinie (WRRL) weiter umsetzt, ist gefordert, das Kraftwerk mit einer Fischaufstiegshilfe auszustatten.

## Anlage
Das Krafthaus mit Betriebsgebäude, Schalthaus und Rechenreinigungs-Maschine befindet sich rechtsufrig, die Freiluft-Schaltanlage liegt links der Mur. Das Gebäude ist erdüberschüttet und bepflanzt. Die Wehranlage des Laufkraftwerks hat zwei Felder mit einer lichten Weite von je 11,5 m und einer Verschlusshöhe von 8,5 m. Der Stauraum liegt auf 836 m ü. A., das Unterwasser bei etwa 821 m ü. A.
Die fünfflügelige Kaplan-Spiralturbine mit einer Nennleistung von 6.364 kW bei 50 m³/s Schluckfähigkeit hat einen Laufrad-Durchmesser von 2,7 m, und wurde von der Maschinenfabrik Andritz hergestellt. Angeschlossen ist ein 8.500-kVA-Drehstrom-Synchrongenerator und ein 3,5-auf-30-kV-Maschinentransformator, beide von ELIN. Der Strom wird über 30-kV-Freileitungen nach Kreischberg, Murau und zum Kraftwerk Bodendorf abgeleitet.
Das Kraftwerk ist unbesetzt, es wird vollautomatisch vom Prozessrechner des Kraftwerks Bodendorf aus gesteuert und überwacht, und bildet so die Unterstufe jenes Lauf-/Speicher-Verbundkraftwerks. Im Maschinenhaus steht auch ein 160-kVA-Eigenbedarfstrafo von Siemens, die Notstromversorgung befindet sich im Krafthaus Bodendorf.

## Natur und Freizeit
Der Stauraum der Laufkraftwerks ist Fischereirevier, und mit Bach- und Regenbogenforellen sowie Äschen besetzt. Mit der Wiederdurchgängigmachung soll sich ein natürlicherer Bestand einstellen.
Die Anlage gehört in vollem Umfang zum Europaschutzgebiet Ober- und Mittellauf der Mur (FFH,  AT2236000/Nr. 5).
Am Südufer des Stauraums (rechtsufrig) verläuft der Murradweg.